# Double You Gin
Wilderen Double You Gin is een stooksel van de Belgische Brouwerij en stokerij Wilderen te Wilderen in de provincie Limburg. 
Deze Gin is gemaakt met 21 verschillende plantaardige en regionale kruiden (jeneverbes, hop, roos, bloesem, koriander, etc.), toegevoegd in geheime proporties.